# Guillaume Ier de Béarn
Guilhem-Raymond (1173-1224) reçut de son père la seigneurie de Moncade en Catalogne. À la mort de son frère Gaston VI de Béarn, il hérita des vicomtés de Béarn, de Gabardan et de Brulhois, devenant alors Guilhem Ier de Béarn.

## L'enfance
Guilhem-Raymond était le fils de Marie de Béarn, vicomtesse légitime de Béarn depuis 1170, et de Guilhem de Moncade (ca), seigneur catalan, que le roi Alphonse II d'Aragon avait imposé en 1171 comme époux de Marie et vicomte de Béarn. Les nobles béarnais s'étaient révoltés contre l'intrusion aragonaise et avaient successivement nommé deux seigneurs qui furent rapidement exécutés pour n'avoir pas respecté les fors de Béarn. En 1173, une délégation béarnaise se rendit au monastère où Marie s'était réfugiée pour lui demander de leur remettre l'un de ses deux fils jumeaux nouveau-nés. Marie accepta et leur remit Gaston, qui allait devenir Gaston, sixième du nom.

Guilhem pour sa part, hérita le patrimoine de son père : la seigneuries de Moncade ainsi que les droits sur les villes de Lérida et Tarragone.

## Le seigneur de Moncade
En 1193, il épousa sa cousine Guillema de Castellvell, qui lui apporta en dot la baronnie de Rosanes et la ville de Martorell.

Établi à Tarragone, il était en désaccord profond avec l'évêque de la ville, qui fut finalement assassiné en 1194. Excommunié, il dut s'exiler. Ses biens furent administrés par son fils  Guilhem.

## Le vicomte de Béarn
À la mort de son frère Gaston en 1214, Guilhem hérita des vicomtés de Béarn, de Gabardan et de Brulhois. Être réintégré dans le monde chrétien fut alors sa priorité majeure sans quoi, ses droits sur les vicomtés ne pouvaient être reconnus. Il fit des dons multiples, voyagea à Rome et obtint finalement le pardon au prix d'une forte pénitence qui incluait la participation à une croisade en Terre sainte.

Devenu vicomte, sa seconde priorité fut de défendre les intérêts de la couronne d'Aragon sur le versant nord des Pyrénées. Il partit en Bigorre, mais n'y parvint pas à temps pour empêcher le mariage de la comtesse Pétronille (veuve de Gaston VI de Béarn) avec Guy de Montfort le 6 novembre 1216. Guy était le fils de Simon IV de Montfort, commandant des croisés français que tant Gaston VI que le roi d'Aragon avaient combattus. Guilhem ne put que renforcer la garnison aragonaise installée dans le château de Lourdes. La situation ne fut réglée qu'en 1220, par la mort prématurée de Guy de Montfort. Pétronille se remaria, la Bigorre redevenant alors libre de la domination française.

Finalement, Guilhem se consacra à son projet de croisade en Terre sainte. Il devait d'abord pacifier le Béarn, et pour ce faire, il publia les fors de Morlaàs (1220) et d'Ossau (1221). Les affaires catalanes l'occupèrent constamment, l'obligeant à des voyages fréquents entre Morlaàs et Barcelone. Il ne put finalement réaliser son voyage en Terre sainte, la mort le surprenant en 1224 à Oloron.

## Descendance
Il eut au moins deux fils :
- Guilhem, son successeur à la tête de la vicomté ;
- Raymond, fondateur de la seigneurie et baronnie de Saint-Maurice de Marsan.

## Sources
- Tucoo-Chala, Pierre (1994), Quand l'Islam était aux portes des Pyrénées, Biarritz: J&D Éditions.  (ISBN 2-84127-022-X).